# Rue de Pâques
La rue de Pâques est une rue de Strasbourg située dans le quartier des Halles.
C'est une rue très courte permettant d'accéder, depuis l'arrêt de tram « Faubourg de Saverne » de la ligne C situé rue du Faubourg de Saverne, au centre commercial, sportif et résidentiel la Place des Halles par la porte du Marais Vert, rue du Marais Vert.

## Histoire
En 1580 la rue s'est appelé Metzengesselin du nom d'une famille Metzen qui y demeurait,, Gesselin en allemand signifiant ruelle. Depuis, la rue a changé 13 fois de nom au gré de l'histoire et des vicissitudes de la ville.
La rue a été dénommée Ostertaggasse au XVIIe siècle d'après une famille Ostertag qui y demeurait,. Au XVIIIe siècle, à la suite du passage de Strasbourg au royaume de France, ce nom a été mal traduit : il y a eu confusion entre nom propre et nom commun. En effet, Ostertag en allemand signifie jour de Pâques en français. La rue s'est donc appelé rue du jour de Pâques. Mais comme on s'était déjà habitué à cette dénomination traditionnelle, on n'a plus jugé bon de corriger l'erreur.
C'est en 1786 qu'on l'a appelé plus simplement rue de Pâques.
Avec l'arrivée du tram dans la rue perpendiculaire adjacente de la rue du Faubourg de Saverne, la rue de Pâques a été entièrement réaménagée. La délibération du conseil municipal du lundi 7 décembre 2009 stipule la suite des études et les travaux (voirie et équipements (signalisation statique et dynamique), ouvrages d’art, eau et assainissement) pour la rue de Pâques en accompagnement du projet Tram/Train.